# Нівесхот
Нівесхот (нід. Nieuweschoot) — село в нідерландській провінції Фрисландія. Входить до муніципалітету Геренвен.
Його площа становить 3,47км², а населення станом на 2021 рік складало 185 осіб.
Перша згадка про населений пункт датується 1408 роком.

## Галерея

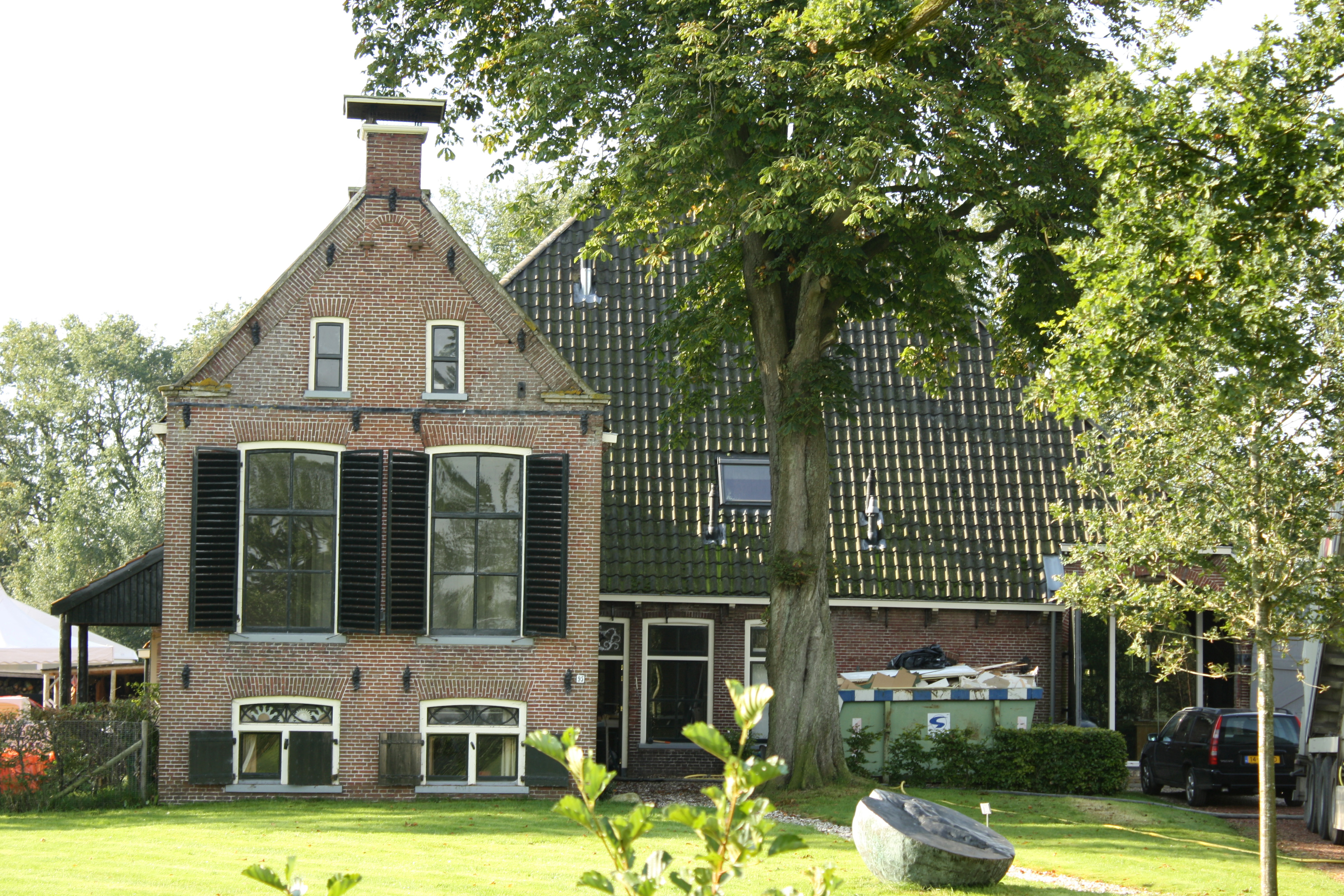
Ферма у селі
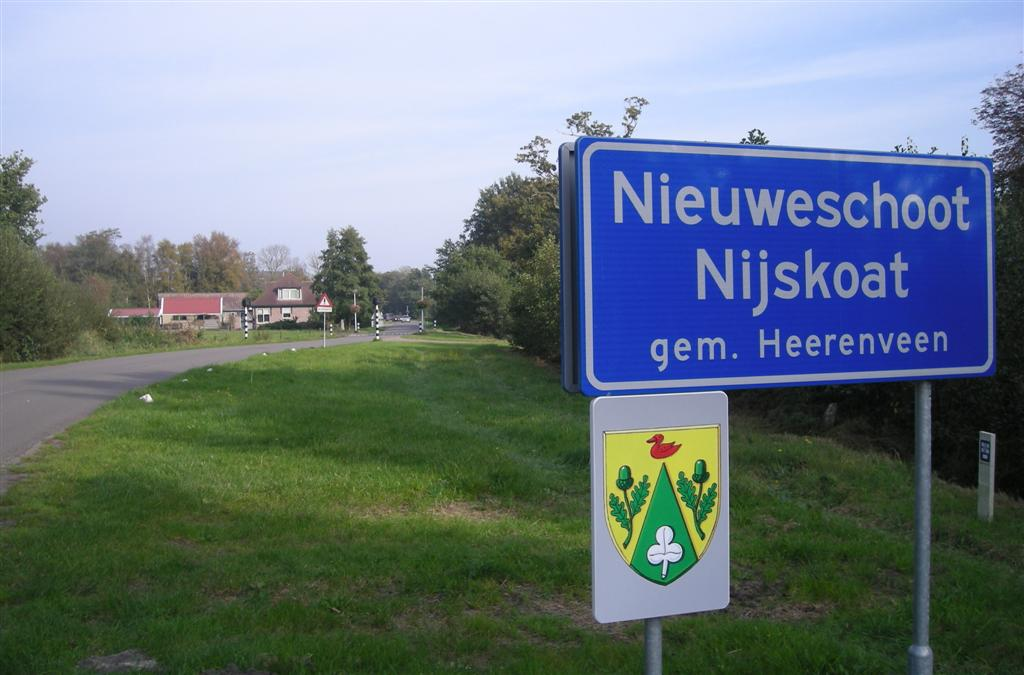
В'їзд до Нівесхота